# Brachyrhaphis roswithae
Brachyrhaphis roswithae е вид лъчеперка от семейство Poeciliidae.

## Разпространение
Видът е разпространен в Панама.

## Описание
На дължина достигат до 5 cm.